# Тальне
Тальне́ — місто в Україні, у Звенигородському районі Черкаської області, адміністративний центр Тальнівської міської громади. Розташоване на обох берегах річки Гірський Тікич та його притоки Тальянки, за 144 км на південний захід від міста Черкаси. Через місто проходить автошлях Н16. Населення становить 12 839 осіб (станом на 1 січня 2022 р). 

## Назва
Найпоширенішою версією є, що назва Тального походить від назви річки Талне (сучасна Тальянка), яку вона раніше мала — зокрема, згадується в 1593 році. Слово «талне» має тюркське походження і означає «вербовий», зокрема, слово «тал» в українській мові означає ще й кущ верболозу, що так рясно ріс по берегах річок. Саме таке значення дає у своєму словнику російської мови Володимир Даль[джерело?].
У дорадянській українській мові відбувалося випущення звуку Н у словах похідних від топонімів закінчених на -на, -не, -ни, -ний, -но, щоб запобігти збігові приголосних. Згідно з тодішньою парадигмою мало би бути:
Тальне́ — тале́нський — тале́нщина — тале́нець.

## Історія
У часи Золотої Орди на місці сучасного Тального існувало певне поселення. Наприкінці 16 століття район пізнішого Тального був уходницьким земянським володінням Якима Черкаса. Напочатку 17 століття ці землі було силоміць захоплено галицьким каштеляном Єжи Струсем.
Перша згадка про власне Тальне датована лише 1646 роком. У документах 1664 року воно згадується у посесії пана Вільги.
За Андрусівським миром 1667 року Тальне залишилося під владою Польщі.
Після приєднання Правобережної України до Росії 1793 року, Тальне з 1797 — містечко Уманського повіту Київської губернії.
У 1845 році Тальне відвідав український поет Тарас Шевченко.
У 1893 році почалось будівництво мисливського палацу графа Шувалова у стилі французького Ренесансу, яке завершено у 1903 році.
У 1918—1919 роках діяв курінь Вільного Козацтва (600 шабель) під проводом отамана Івана Сокола, сина місцевого дяка, який брав участь у визвольному русі проти російських окупантів.
У квітні 1923 року створено Тальнівський район. Тальне — районний центр. У травні 1932 року Тальне зараховане самою комуністичною владою до першої категорії голодуючих районів України. За офіційними даними, у ньому було майже півтори тисячі страждаючих від голоду. Більшість з них померли. 
Під час Другої світової війни місто було під окупацією німців із 1941 по 1944 рік. За цей час було фактично знищено всіх євреїв міста, які не встигли евакуюватись (більше тисячі).
7 березня 1944 року в бою поблизу міста дивізіоном 10-го артилерійського полку 7-ї гвардійської повітрянодесантної дивізії було знищено два танки і підбито ще два (всього - 4), подавлено вогонь трьох батарей, знищено 6 кулеметних точок з розрахунками, що сприяло оволодінню піхотою містом Тальне. За командування дивізіоном гвардії капітан Михайло Звєрєв був нагороджений орденом Вітчизняної війни І ступеня. Внаслідок отриманого в бою важкого поранення офіцер став інвалідом ІІІ ступеня.
З 17 липня 2020 року входить до складу Звенигородського району.

## Населення

### Чисельність
Станом на 01 січня 2016 року кількість населення м. Тального становила 13 976 осіб (15 501 у 2007, 15 400 мешканців у 1975 році, 14 400 у 1972 році).

### Національний склад
Розподіл населення за національністю за даними перепису 2001 року:
| Національність  | Відсоток |
| --------------- | -------- |
| українці        | 96,21%   |
| росіяни         | 2,33%    |
| вірмени         | 0,36%    |
| цигани          | 0,31%    |
| поляки          | 0,18%    |
| білоруси        | 0,16%    |
| інші/не вказали | 0,45%    |

### Мова
Розподіл населення за рідною мовою за даними перепису 2001 року:
| Мова            | Чисельність, осіб | Відсоток |
| --------------- | ----------------- | -------- |
| Українська      | 15 860            | 97,18%   |
| Російська       | 336               | 2,06%    |
| Вірменська      | 54                | 0,33%    |
| Циганська       | 36                | 0,22%    |
| Білоруська      | 12                | 0,07%    |
| Румунська       | 5                 | 0,03%    |
| Болгарська      | 3                 | 0,02%    |
| Польська        | 3                 | 0,02%    |
| Інші/Не вказали | 11                | 0,07%    |
| Разом           | 16 320            | 100%     |

## Промисловість
Харчова промисловість (серед іншого цукроварня), заводи: щебеневий і будівельних матеріалів. Будівельно-економічний коледж.

Церква баптистів

## Релігія
- Храм святих апостолів Петра і Павла ПЦУ
- Парафія всіх святих землі української ПЦУ
- Храм святого великомученика Дімітрія Солунського УПЦ МП
- Свято-Троіцька парафія УПЦ МП[10]

- Церква євангельських християн-баптистів
- Світло спасіня

## Транспорт

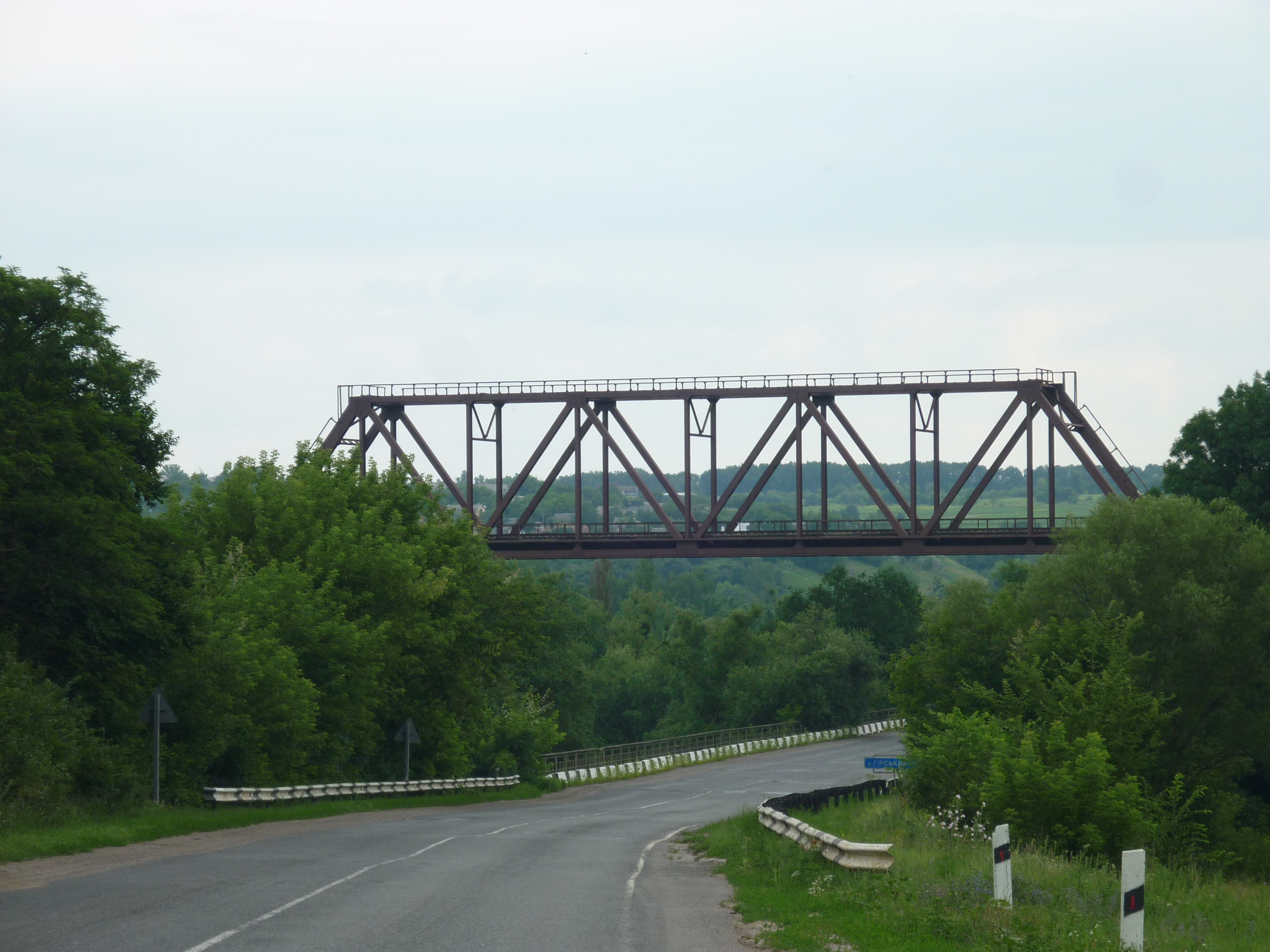
Залізничний та автомобільний мости через Гірський Тікич на об'їзній дорозі

У місті розташована залізнична станція Тальне.
Повз Тальне проходить автошлях Н16, побудований у 1961 році під керівництвом інженера Степана Кожум'яки.

## Пам'ятки
- Палац графа Шувалова
- Тальнівський парк
- Діброва Ф. І. Дубковецького

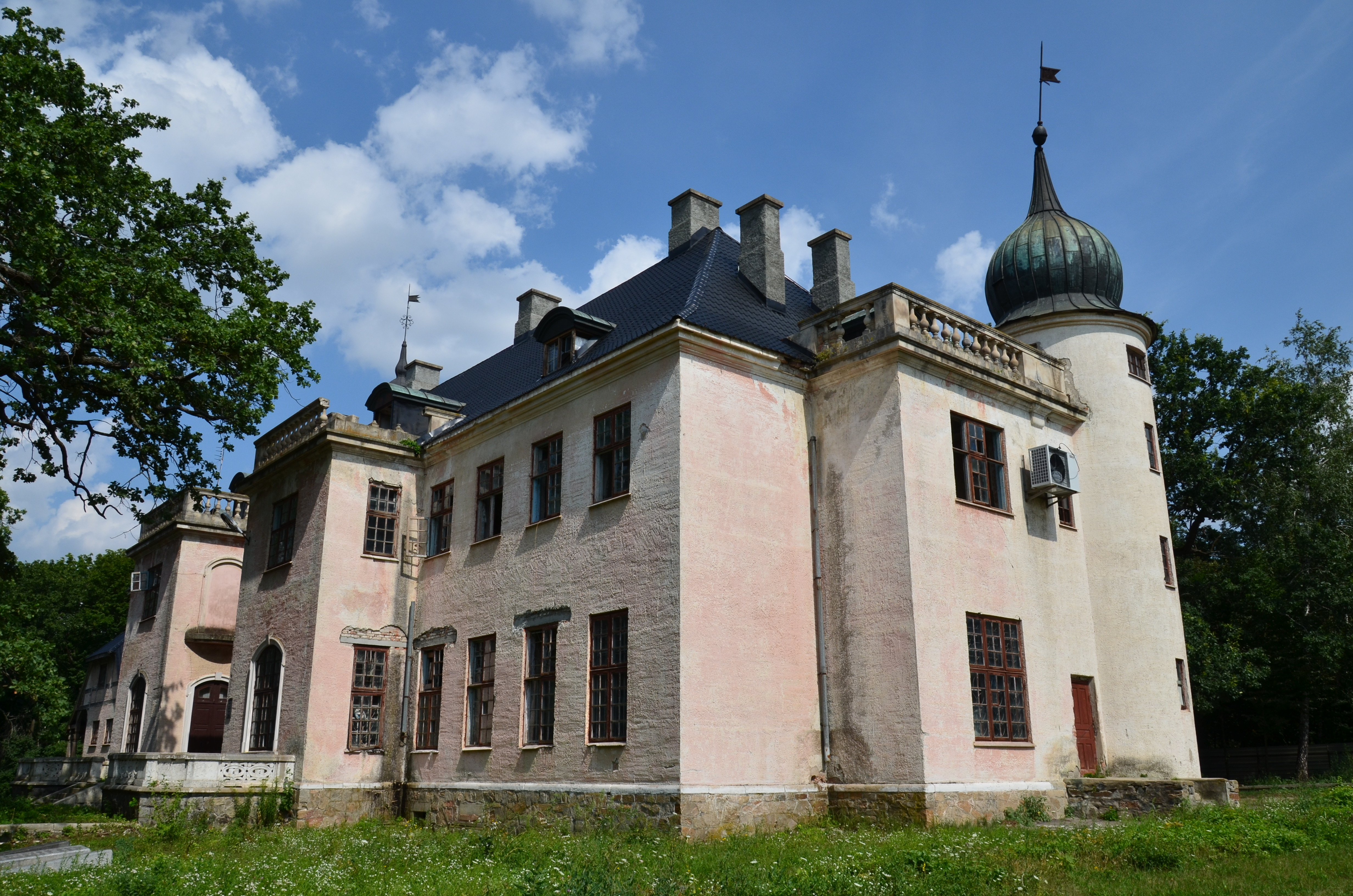
Палац графа Шувалова

У жовтні 2013 року в місті на центральній площі встановлено єдиний в Україні пам'ятник чотирьом гетьманам — Івану Мазепі, Петру Дорошенку, Байді Вишневецькому і Богдану Хмельницькому.
9 листопада 2018 року відбулося урочисте відкриття пам'ятної дошки присвяченої заслуженому артисту України Петру Весклярову, встановленої на фасаді Тальнівської школи № 2. На ній фото «діда Панаса» і напис: "На цьому місці стояв будинок, в якому народився в 1911 році, Заслужений артист України: Петро Вескляров і проживав тут до 1930 року. Вів на телебаченні майже сорок років вечірню казку як «дід Панас».

## Відомі люди

### Народилися
- Безуглий Дмитро Петрович (1982—2016) — молодший сержант Збройних сил України, учасник російсько-української війни.
- Вескляров Петро Юхимович (1911—1994) — український актор і телеведучий; відомий як «Дід Панас».
- Двохбабний Ісак Шаєвич (1922—1943) — Герой Радянського Союзу[12].
- Гайдаєнко Руслан Іванович (1987—2022) — молодший сержант Збройних Сил України, учасник російсько-української війни.
- Міша Ельман (Ельман Михайло Саулович) (1891—1967) — один із найбільш успішних та відомих скрипалів XX століття у світі.
- Паращук Юрій Григорович — Герой України, захисник Майдану.
- Сокіл Іван (1893—1919) — військовий діяч, отаман Вільного козацтва Тального, організатор Вільного козацтва на Білоцерківщині, його командир на Київщині. У вересні 1919 в складі Армії УНР. Загинув у бою в Цибулеві.
- Сокульський Арнольд Леонідович (нар. 1938) — український історик, краєзнавець, кандидат історичних наук (1999).
- Піховшек В'ячеслав Володимирович — український політичний аналітик антиукраїнської спрямованості, політичний технолог, журналіст.
- Радзіховський Анатолій Павлович (* 1942) — академік УАН — відділення медико-біологічних наук, лауреат Державної премії УРСР, заслужений діяч науки і техніки України, заслужений художник України.
- Семеняк-Штангей Валентина Миколаївна (нар. 1963) — українська літераторка, журналістка, фотохудожник.
- Шевцов Олександр Михайлович (1980—2015) — солдат Збройних сил України, учасник російсько-української війни.
- Ярошенко Сергій Григорович — Сержант, боєць 30-ї окремої механізованої бригади 8 армійського корпусу Сухопутних військ ЗС України; загинув під час проведення антитерористичної операції на сході України.

### Пов'язані з містом
Безпосередньо з містом пов'язана постать хасидського цадика Давида Тверського, який понад 200 років тому проживав у цьому місті і був похований на старому єврейському цвинтарі. Нині до його могили приїжджають брацлавські хасиди.
- Бічук Іван Михайлович (1896—1982) — лікар і краєзнавець.
- Поліщук Андрій Ілліч (1943—2019) — поет, письменник, журналіст, редактор, громадський діяч.
- Моцар Олександр Миколайович — учасник АТО, окремий стрілецький батальйон, Північне ОТО НГУ. Загинув 5 листопада 2014 р.
- Сошинський Олег Іванович — заслужений працівник культури УРСР, почесний громадянин міста Тальне.
- Царюк Андрій Васильович — відмінник народної освіти УРСР, учасник Другої світової війни.
- Лазар Білінкіс — лікар і громадський діяч з Тального. Популяризував організаторські й просвітницькі ідеї єврейства. В 1905 році брав участь у виборах до Державної Думи Росії, попав під арешт.
- Опанас Криничка — курінний отаман Повстанської дивізії Уманщини з села Мошурів. При німецькій окупації 1918 року згуртував людей у селі, аби боротися за самостійність України.
- Ірвін Кершнер (1923-2010) - американський кінорежисер, відомий насамперед за другим фільмом франшизи "Зоряні війни" "Імперія завдає удару у відповідь" (1980) і "незалежним" фільмом про Бонда "Ніколи не кажи ніколи" (1983). Батьки І.Кершнера були родом з Тального.

Див. також: Категорія:Персоналії:Тальне

## Місто-побратим
Куусамо, Фінляндія

## Галерея

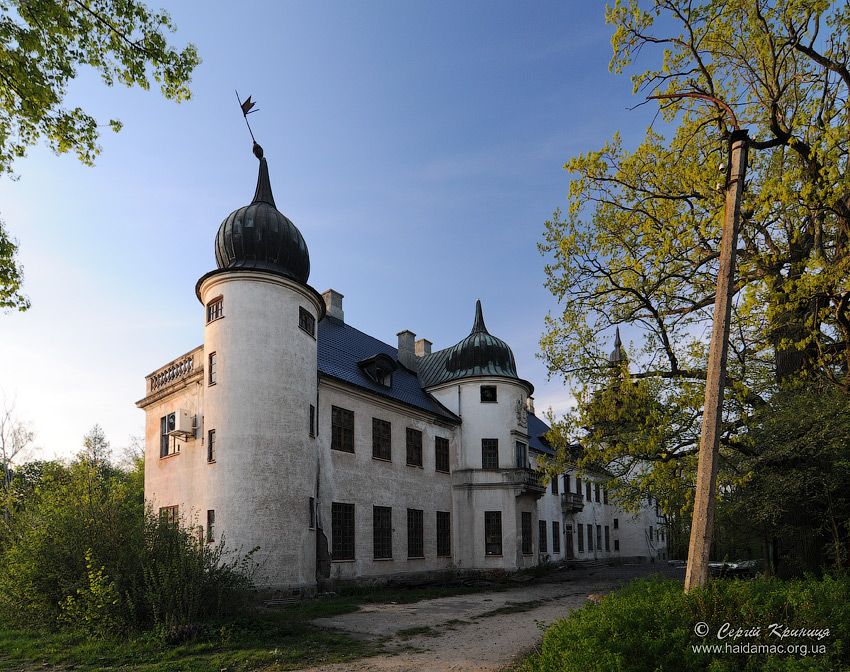
Замок Шувалових
Гірський Тікич
В центрі
Костел св.Анни (1702)
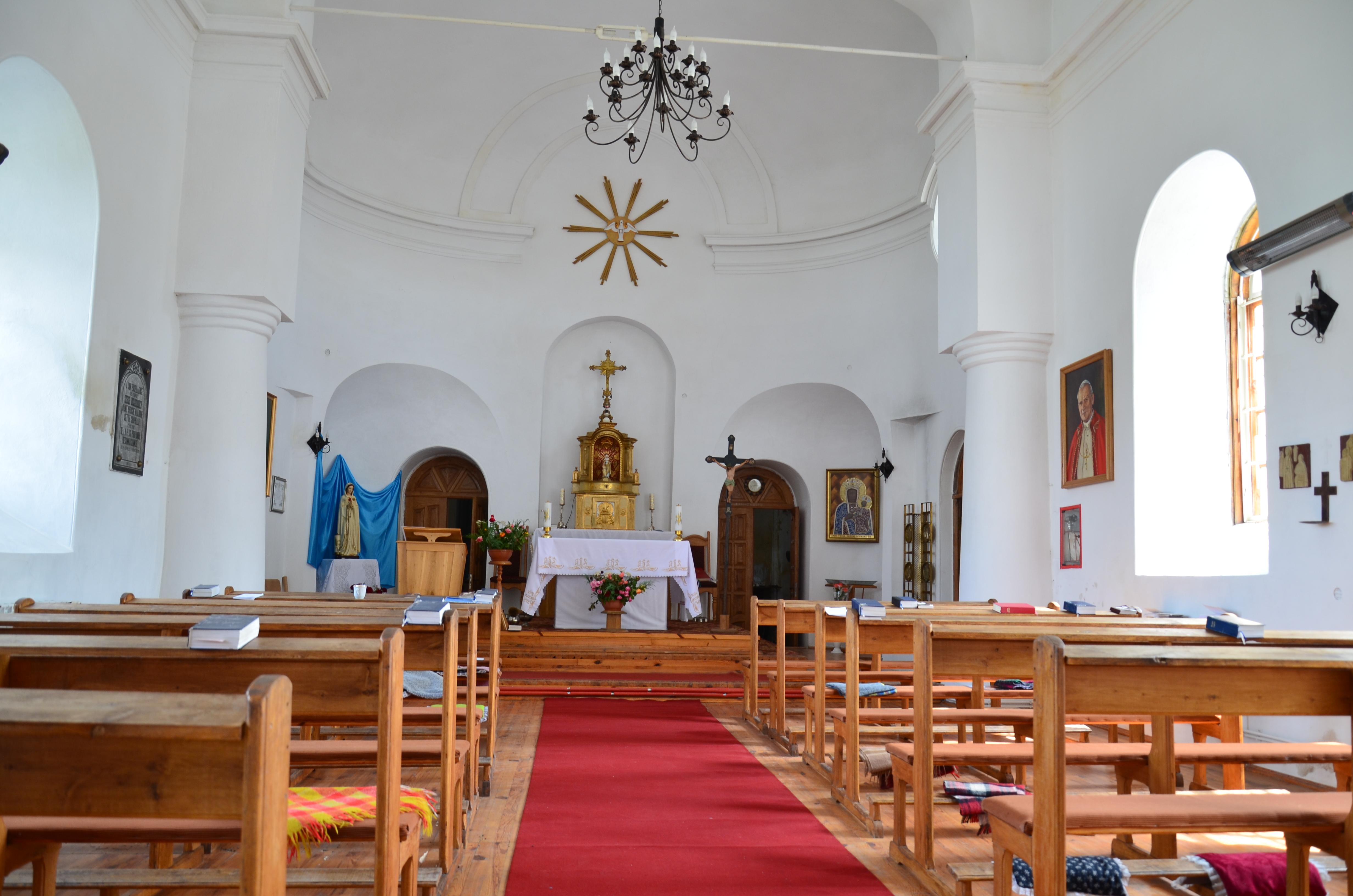
Костел святої Анни. Інтер'єр
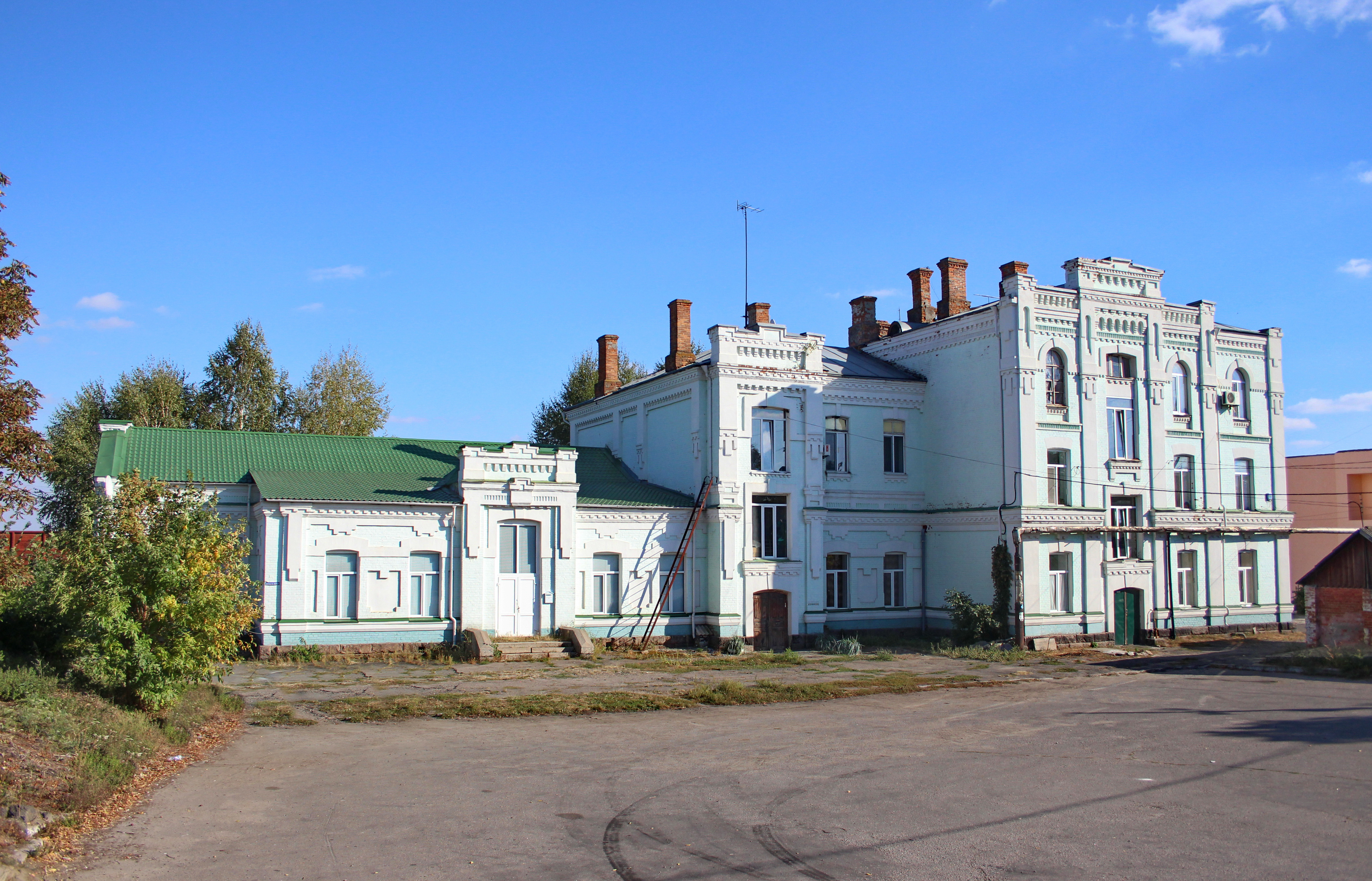
Залізнична станція
Фанівський будинок
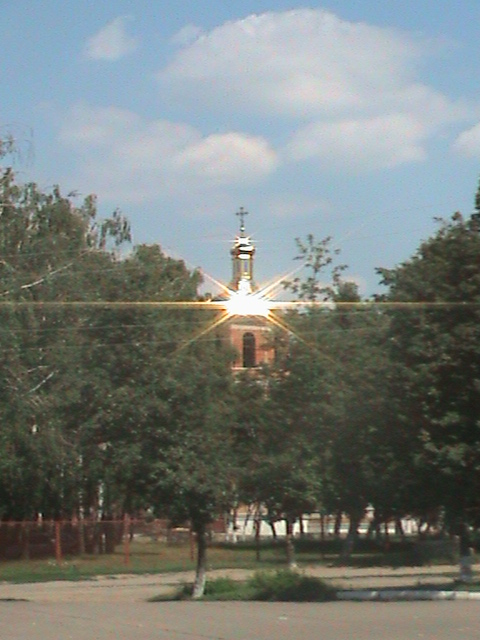
Православна церква
Школа-інтернат
Автостанція
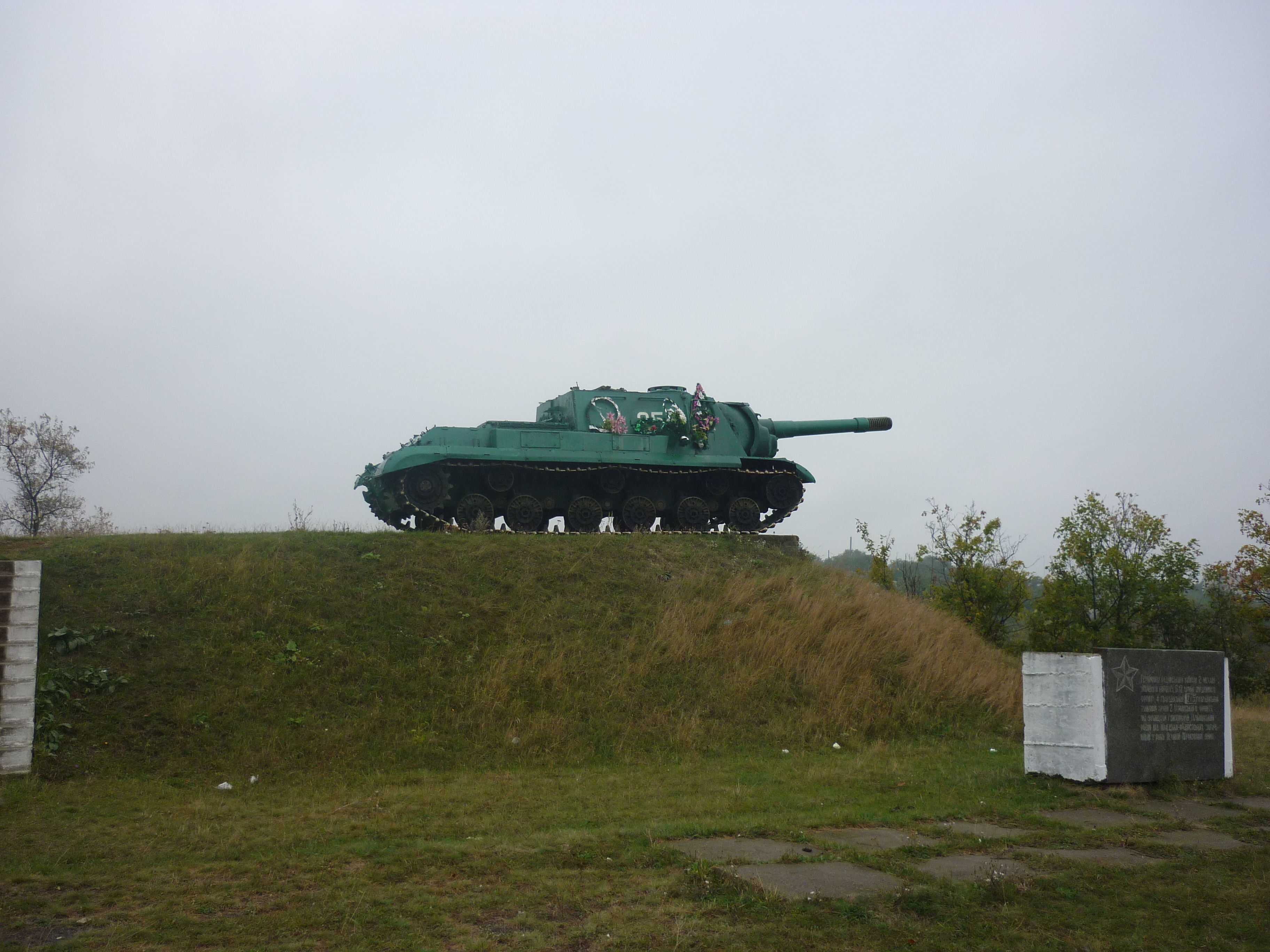
Пам'ятник воїнам-визволителям
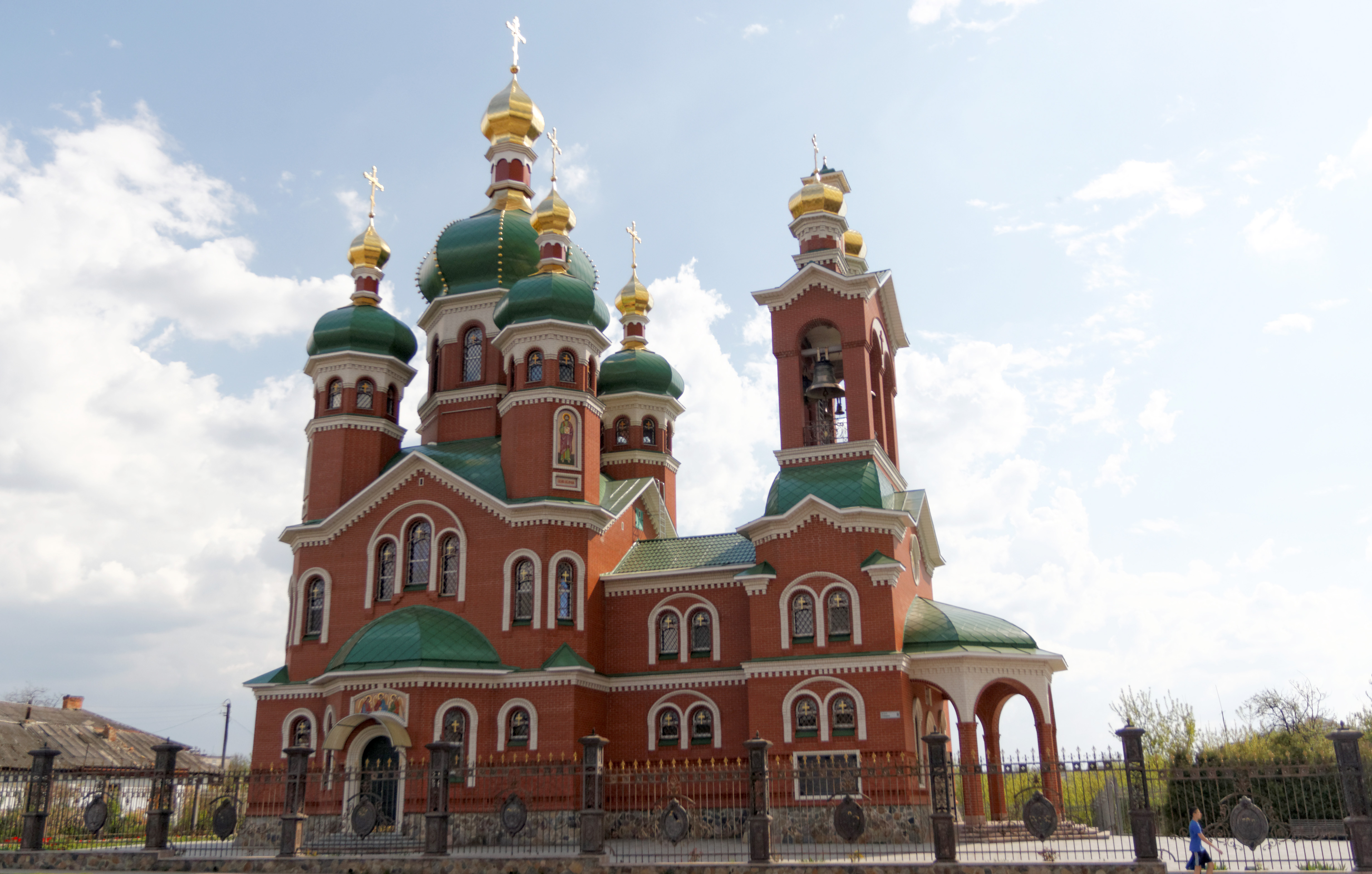
Петропавлівський храм
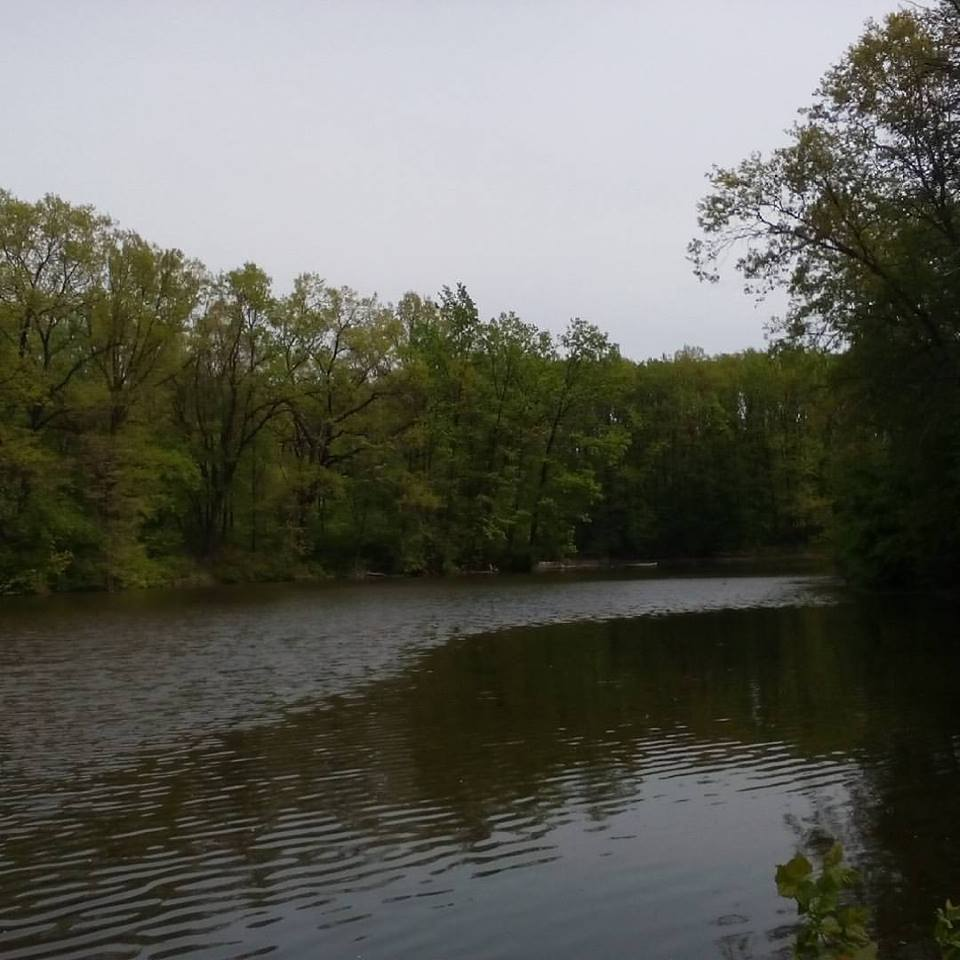
Новий ставок на околиці міста

## Виноски
1. ↑  Архівована копія (PDF). Архів оригіналу (PDF) за 4 липня 2022. Процитовано 10 серпня 2022.{{cite web}}:  Обслуговування CS1: Сторінки з текстом «archived copy» як значення параметру title (посилання) [Архівовано 2022-07-04 у Wayback Machine.]
2. ↑  Як Тальнівська громада допомагає внутрішньо переміщеним особам: простими словами про складну роботу
3. ↑  Архівована копія (PDF). Архів оригіналу (PDF) за 4 липня 2022. Процитовано 10 серпня 2022.{{cite web}}:  Обслуговування CS1: Сторінки з текстом «archived copy» як значення параметру title (посилання) [Архівовано 2022-07-04 у Wayback Machine.]
4. ↑  Як Тальнівська громада допомагає внутрішньо переміщеним особам: простими словами про складну роботу
5. ↑  Караванський, Святослав (1994). Секрети української мови. УКСП «Кобза». с. 25. ISBN 5-87274-051-4.
6. ↑  Архівована копія. Архів оригіналу за 30 березня 2018. Процитовано 30 березня 2018.{{cite web}}:  Обслуговування CS1: Сторінки з текстом «archived copy» як значення параметру title (посилання)
7. ↑  Jerusalem, Ассоциация по изучению еврейских общин, Иерусалим. The Society for Research on Jewish Communities,. Тальное. Электронная еврейская энциклопедия. eleven.co.il. Архів оригіналу за 11 липня 2017. Процитовано 14 липня 2017.{{cite web}}:  Обслуговування CS1: Сторінки з посиланнями на джерела із зайвою пунктуацією (посилання)
8. ↑  Національний склад міст України за переписом 2001 року — datatowel.in.ua
9. ↑  Рідні мови в об'єднаних територіальних громадах України — Український центр суспільних даних
10. ↑  Проти московської церкви: на Черкащині парафіяни прагнуть перейти до ПЦУ
11. ↑  На Черкащині відкрили пам'ятник чотирьом гетьманам. Архів оригіналу за 18 жовтня 2013. Процитовано 17 жовтня 2013.
12. ↑  www.warheroes.ru [Архівовано 2012-04-13 у Wayback Machine.](рос.)
13. ↑  Газета «Прес-Центр» № 26 (153) 25 червня 2008 р.
14. ↑  Бут, Анастасія (8 грудня 2024). Фінське місто стало побратимом Тального. 18000.com.ua (укр.). Процитовано 9 грудня 2024.
15. ↑  «Геть московського попа»: у Тальному протестуватимуть біля храму УПЦ МП